# Hotagens församling
Hotagens församling var en församling i Härnösands stift. Församlingen låg i Krokoms kommun i Jämtlands län. Församlingen uppgick 2006 i Föllinge, Hotagen och Laxsjö församling.

## Administrativ historik
Församlingen bildades 1846 genom utbrytning ur Föllinge församling. Församlingen har därefter till 2006 varit annexförsamling i pastortat Föllinge och Hotagen, som till 1 maj 1861 även omfattade Frostvikens församling och från 3 mars 1887 omfattade Laxsjö församling.  Församlingen uppgick 2006 i Föllinge, Hotagen och Laxsjö församling som 2010 namnändrades till Föllingebygdens församling.

## Kyrkor
- Hotagens kyrka